# Otręt bydła
Otręt bydła lub grudkowe zakaźne zapalenie sromu i pochwy bydła (łac. exanthema coitale vesiculosum bovis) – ostra wirusowa choroba bydła domowego.
Charakterystyczne są objawy grudkowego zapalenia błony śluzowej warg sromowych oraz pochwy. Zmiany kliniczne nie mają wpływu na płodność o ile nie są tak bolesne aby przeszkadzać w kryciu. Przenoszenie schorzenia jest możliwe w czasie aktywnego stadium choroby i powoduje podobne zmiany na zewnętrznych narządach płciowych.